# Петиненго
Петиненго (итал. Pettinengo) је насеље у Италији у округу Бијела, региону Пијемонт.
Према процени из 2011. у насељу је живело 1599 становника. Насеље се налази на надморској висини од 713 м.

## Становништво
Према резултатима пописа становништва 2011. у општини је живело 1.624 становника.
| 1931. | 1936. | 1951. | 1961. | 1971. | 1981. | 1991. | 2001. | 2011. |
| ----- | ----- | ----- | ----- | ----- | ----- | ----- | ----- | ----- |
| 1.674 | 1.656 | 2.186 | 2.270 | 2.094 | 1.869 | 1.703 | 1.599 | 1.624 |